# 丹尼斯·米勒 (田径运动员)
丹尼斯·米勒（英語：Dennis Miller，？—），新西兰男子田径运动员。他曾代表新西兰参加1972年、1976年、1980年和1984年夏季残疾人奥林匹克运动会田径比赛，获得四枚金牌和一枚铜牌。